# William Charles Cavendish-Bentinck
Lord William Charles August Cavendish-Bentinck (3 de octubre de 1780 – 28 de abril de 1826), militar y político, es tatarabuelo de la reina Isabel II del Reino Unido.

## Familia

Armas del duque de Portland

Hijo de William Cavendish-Bentinck, III duque de Portland (1738–1809), primer ministro británico en 1783 (y después en 1807 a 1809), y de Lady Dorothy Cavendish (1750–1794), sus hermanos mayores fueron William Cavendish-Scott-Bentinck, IV duque de Portland y Lord William Bentinck, inaugural gobernador-general de la India.
Su abuelos maternos fueron William Cavendish, IV duque de Devonshire y su esposa Charlotte Boyle.
Primero se casó con Georgiana Augusta Frederica Seymour el 21 de septiembre de 1808, después contrajo nupcias con Lady Anne Wellesley, hija del primer marqués Wellesley y Hyacinthe Gabrielle Roland, el 16 de julio de 1816 y de cuyo matrimonio tuvo cuatro hijos.
- Anne Cavendish Cavendish-Bentinck (m. 7 de junio de 1888);
- Emily Cavendish Cavendish-Bentinck (m. 6 de junio de 1850);
- Rvdo. Carlos Cavendish-Bentinck (1817–1865);
- Ten.-Gen. Arthur Cavendish-Bentinck (10 de mayo de 1819 – 11 de diciembre de 1877).

Su tercer hijo fue el bisabuelo de la reina Isabel II.

## Carrera política
Elegido parlamentario de los Comunes para Ashburton en 1806, un puesto que ocupó hasta 1812. Estuvo al servicio del conde de Liverpool mientras fue primer ministro, Robert Jenkinson, como tesorero de la Casa Real entre 1812 y 1826.
Murió el 28 de abril de 1826 a la edad de 45 años.